# Todd Warriner
Todd Warriner, född 3 januari 1974, är en kanadensisk ishockeyspelare (forward) som för närvarande spelar i DEL -ligan i Tyskland.
Todd har annars en bakgrund i NHL där han debuterade för Toronto Maple Leafs säsongen 94/95.Han listades av Quebec Nordiques som nummer fyra 1992.
Andra klubbar i NHL som han har representerat är Tampa Bay Lightning, Phoenix Coyotes, Vancouver Canucks, Philadelphia Flyers och Nashville Predators.
Totalt har han gjort 154 poäng på 453 matcher i NHL.
Todd fanns med i de olympiska vinterspelen 1994 i det kanadensiska ishockeylandslaget som förlorade finalen mot Sverige.